# Fabian Mair Mitterer

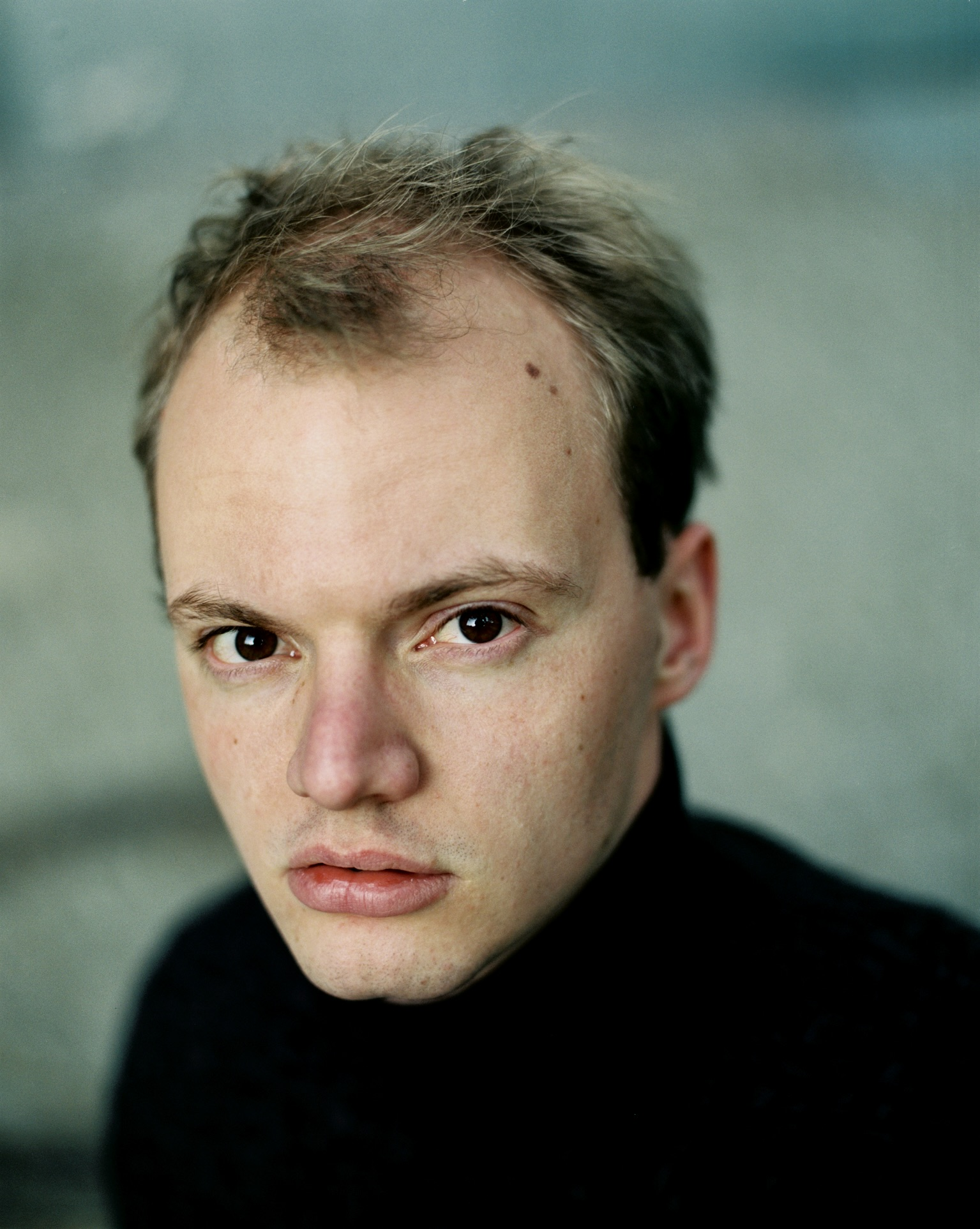
Fabian Mair Mitterer

Fabian Mair Mitterer (* 2001 in Meran) ist ein italienischer Schauspieler.

## Werdegang
Fabian Mair Mitterer wuchs mit Deutsch als Muttersprache in Meran, Südtirol auf.
Er besuchte den italienischsprachigen Kindergarten. Nach seinem Abitur am Kunstgymnasium in Meran zog er nach Berlin, um sein Schauspielstudium an der Hochschule für Schauspielkunst Ernst Busch in Berlin zu beginnen. Dort arbeitete er mit Steffi Kühnert und Angelika Waller. Bereits vor seinem Studium hatte er Engagements am Theater in Südtirol und Innsbruck (Vereinigte Bühnen Bozen, Dekadenz Brixen, Freilichtspiele Lana, Rittner Sommerspiele, Theater in der Altstadt Meran, Triebwerk 7, Theater Praesent Innsbruck). 2019 spielte er bei Peter Stein an der Mailänder Scala und gastierte damit auch am Opernhaus in Shanghai. 
Während seines Studiums stand er für den Kinofilm „Zweitland“ von Michael Kofler vor der Kamera und drehte in Amsterdam für die Serie „Etty“ (Regie: Hagai Levi). 2025 spielte er Ludi in der Uraufführung von „Ein Hund kam in die Küche“ von Sepp Mall an den Vereinigten Bühnen Bozen. Aktuell (Stand Juli 2025) ist er als Macbeth in „Future Macbeth“ von Stas Zhyrkov am Berliner Ensemble zu sehen. 2026 wird er seine Schauspielausbildung an der Ernst Busch abschließen. 
Er lebt und arbeitet in Berlin und Südtirol.